# Association des sports des Mariannes du Nord
L'association des sports des Mariannes du Nord , en anglais Northern Marianas Sports Association est l’organisme qui est responsable du mouvement sportif du Commonwealth des Îles Mariannes du Nord, état associé aux États-Unis sous le statut de territoire organisé non incorporé comme Porto Rico.
L'association est un membre associé aux Comités nationaux olympiques d'Océanie. Elle n'est par reconnu comme comité national olympique, contrairement au CNO de Porto Rico ou celui de Guam, les sportifs devant alors concourir sous la bannière du Comité olympique des États-Unis. Ainsi, dans les années 2010, plusieurs sprinteurs ont pu participer Championnats du monde d'athlétisme (Clayton Kenty, Jesus T. Iguel, Beouch Ngirchongor, Orrin Ogumoro Pharmin, Yvonne Bennett, Zarinae Sapong)
L'association est également membre associé depuis 2009 à la Fédération internationale du sport universitaire
L'association des sports amateur des Mariannes du Nord est créée par une loi votée par la législature locale en septembre 1985 juste avant la dissolution du Territoire sous tutelle des îles du Pacifique.
Les objectifs de l'association est de promouvoir, réglementer et coordonner les activités, installations et événements sportifs, où qu'ils se déroulent tout en favorisant l'unité parmi les résidents du Commonwealth à travers le sport, les ligues, les compétitions, les tournois et d'autres événements.
A ce titre, l'association est responsable de la sélection de la délégation voire de l'organisation aux Jeux de la Micronésie, Jeux du Pacifique et Mini-jeux du Pacifique. 